# إيناكي تيخادا
إيناكي تيخادا (بالإسبانية: Iñaki Tejada) هو مدرب كرة قدم ولاعب كرة قدم إسباني في مركز الوسط، ولد في 19 نوفمبر 1965 في بلباو في إسبانيا. لعب مع أتلتيك بيلباو ب ونادي أوسبيتاليت ونادي سيستاو ريفر ونادي لوغو.

## وصلات خارجية
- إيناكي تيخادا على موقع قاعدة بيانات كرة القدم.إي يو (الإنجليزية)
- إيناكي تيخادا على موقع عالم كرة القدم.نت (الإنجليزية)